# بوشنوية خضراء باهتة
بوشنوية خضراء باهتة (الاسم العلمي:Buchenavia pallidovirens) هي نوع من النباتات يتبع جنس البوشنوية من الفصيلة القمبريطية.